# Маршалл (округ, Миссисипи)
Округ Маршалл (англ. Marshall County) — округ штата Миссисипи, США. Население округа на 2000 год составляло 34993 человек. Административный центр округа — город Холли-Спрингс.

## История
Округ Маршалл сформирован в 1836 году.

## География
Округ занимает площадь 1828.5 км2.

## Демография
Согласно переписи населения 2000 года, в округе Маршалл проживало 34993 человек (данные Бюро переписи населения США). Плотность населения составляла 19.1 человек на квадратный километр.